# Ehrenfriedhof Gasselstiege

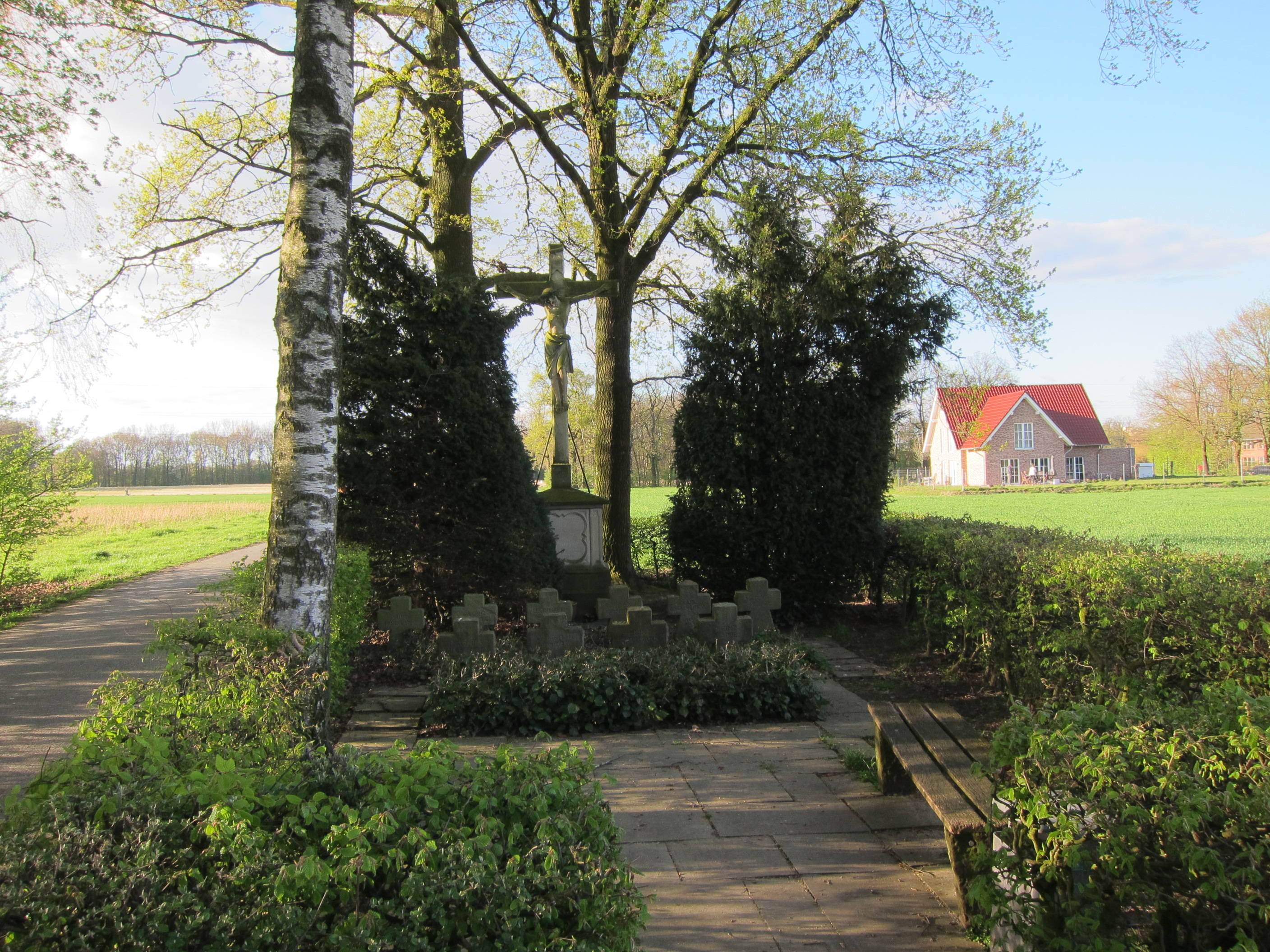
Ehrenfriedhof Gasselstiege

Der Ehrenfriedhof Gasselstiege ist ein kleiner Friedhof an der Gasselstiege in Münster, an der Steinfurter Straße 128b. Auf diesem befinden sich zehn Gräber von jungen Soldaten der Wehrmacht. Seit dem 6. Januar 1993 ist die Grabstätte als Ehrenfriedhof in der Denkmalliste der Stadt Münster eingetragen.

## Geschichte
Gegen Ende des Zweiten Weltkrieges rückten Soldaten der British Army und der United States Army im März 1945 ins Münsterland vor. Die US-Verbände zogen von Mecklenbeck über Roxel Richtung Nienberge. Am 1. April 1945 waren Nienberge und Hiltrup unter ihrer Kontrolle. Beim Vormarsch auf die Innenstadt von Münster am 2. April 1945 wurden die heranrückenden alliierten Panzer von Soldaten beschossen, die in Gräben in der Nähe des Hofes Große-Jüdefeld lagen und von einem Hauptmann geführt wurden. Zehn dieser Soldaten – darunter ein 17-Jähriger und zwei 18-Jährige – fielen im Verlaufe des Gefechtes. Am Abend des Ostermontags, des 2. April 1945, zogen die amerikanischen und britischen Truppen in Münster ein. Theodor Holtmann und ein Nachbar fanden die Gefallenen und wickelten sie in Zeltplanen ein. Nachdem Pastor P. Franz Rensing SJ (* 12. November 1874 in Warendorf; † 1. Dezember 1952 in Münster) von der Dreifaltigkeitskirche den Boden gesegnet hatte, wurden die sterblichen Überreste der Soldaten im Schatten des Hofkreuzes beerdigt. Das Grundstück, auf dem der Friedhof liegt, wurde 1961 der Stadt Münster geschenkt. Seit 1963 ist das Gelände in der Obhut des Volksbundes Deutsche Kriegsgräberfürsorge.